# Вілларлюрен
Вілларлюре́н (фр. Villarlurin) — колишній муніципалітет у Франції, у регіоні Овернь-Рона-Альпи, департамент Савоя. Населення — 294 осіб (2011).
Муніципалітет був розташований на відстані близько 500 км на південний схід від Парижа, 135 км на схід від Ліона, 50 км на схід від Шамбері.

## Історія
До 2015 року муніципалітет перебував у складі регіону Рона-Альпи. Від 1 січня 2016 року належав до нового об'єднаного регіону Овернь-Рона-Альпи.
1 січня 2016 року Вілларлюрен і Сен-Мартен-де-Бельвіль було об'єднано в новий муніципалітет Ле-Бельвіль.

## Демографія
Динаміка населення (INSEE ):
Розподіл населення за віком та статтю (2006):
| Стать | Всього | До 15 років | 15-24 | 25-44 | 45-64 | 65-85 | Понад 85 |
| --- | ------ | ----------- | ----- | ----- | ----- | ----- | -------- |
| Чоловіки | 160    | 24          | 32    | 32    | 44    | 28    | 0        |
| Жінки | 153    | 20          | 16    | 45    | 40    | 32    | 0        |
| \| Статево-вікова піраміда \| Статево-вікова піраміда \| Статево-вікова піраміда \| \| ----------------------- \| ----------------------- \| ----------------------- \| \| Чоловіки \| Вік \| Жінки \| \| 0 \| 85 + \| 0 \| \| 0 \| 80-84 \| 4 \| \| 12 \| 75-79 \| 12 \| \| 4 \| 70-74 \| 12 \| \| 12 \| 65-69 \| 4 \| \| 0 \| 60-64 \| 4 \| \| 8 \| 55-59 \| 20 \| \| 16 \| 50-54 \| 8 \| \| 20 \| 45-49 \| 8 \| \| 12 \| 40-44 \| 12 \| \| 8 \| 35-39 \| 8 \| \| 12 \| 30-34 \| 25 \| \| 0 \| 25-29 \| 0 \| \| 16 \| 20-24 \| 4 \| \| 16 \| 15-20 \| 12 \| \| 4 \| 10-14 \| 4 \| \| 8 \| 5-9 \| 8 \| \| 12 \| 0-4 \| 8 \| |        |             |       |       |       |       |          |
| Статево-вікова піраміда |        |             |       |       |       |       |          |
| Чоловіки | Вік    | Жінки       |       |       |       |       |          |
| 0 | 85 +   | 0           |       |       |       |       |          |
| 0 | 80-84  | 4           |       |       |       |       |          |
| 12 | 75-79  | 12          |       |       |       |       |          |
| 4 | 70-74  | 12          |       |       |       |       |          |
| 12 | 65-69  | 4           |       |       |       |       |          |
| 0 | 60-64  | 4           |       |       |       |       |          |
| 8 | 55-59  | 20          |       |       |       |       |          |
| 16 | 50-54  | 8           |       |       |       |       |          |
| 20 | 45-49  | 8           |       |       |       |       |          |
| 12 | 40-44  | 12          |       |       |       |       |          |
| 8 | 35-39  | 8           |       |       |       |       |          |
| 12 | 30-34  | 25          |       |       |       |       |          |
| 0 | 25-29  | 0           |       |       |       |       |          |
| 16 | 20-24  | 4           |       |       |       |       |          |
| 16 | 15-20  | 12          |       |       |       |       |          |
| 4 | 10-14  | 4           |       |       |       |       |          |
| 8 | 5-9    | 8           |       |       |       |       |          |
| 12 | 0-4    | 8           |       |       |       |       |          |

## Економіка
2010 року серед 195 осіб працездатного віку (15—64 років) 153 були активними, 42 — неактивними (показник активності 78,5%, у 1999 році було 72,5%). З 153 активних мешканців працювало 146 осіб (81 чоловік та 65 жінок), безробітними було 7 (3 чоловіки та 4 жінки). Серед 42 неактивних 12 осіб було учнями чи студентами, 19 — пенсіонерами, 11 були неактивними з інших причин.

У 2010 році в муніципалітеті числилось 134 оподатковані домогосподарства, у яких проживали 304,5 особи, медіана доходів виносила 20 084 євро на одного особоспоживача